# Max Bruch
Max Christian Friedrich Bruch, também conhecido como Max Karl August Bruch (Colônia, 6 de janeiro de 1838 — Berlim, 2 de outubro de 1920), foi um compositor e regente alemão do período romântico da Música Erudita. Max Bruch escreveu mais de 200 obras musicais, incluindo três concertos para violino, um dos quais é considerado "pièce de résistance" do repertório violinístico. 

## Biografia
Seu pai era um inspetor de polícia e sua mãe era uma soprano. Desde pequeno, Bruch já demonstrava talento musical, conforme atestou Ignaz Moscheles, e por isso recebeu uma educação voltada para isso. Seu primeiro professor foi o compositor e pianista Ferdinand Hiller, a quem Robert Schumann dedicou seu "Concerto para Piano". 
Por esta razão, aos 11 anos ele já tinha composto algumas obras que eram interpretadas em público. Em 1852, quando tinha somente 16 anos de idade, compôs sua primeira sinfonia e um quarteto para cordas que lhe valeram um prêmio da Fundação Mozart em Frankfurt e uma bolsa de estudos.
No ano seguinte Bruch iniciou seus estudos musicais em Frankfurt, continuando-os mais tarde em Leipzig. Após cinco anos passaria a trabalhar durante três anos em Colônia como professor de música. Entre 1861 e 1865 fez numerosas viagens pela Alemanha, Áustria, França e Bélgica, onde deu recitais. No fim desse período aceitou o cargo de diretor de música em Coblenz (onde ficou até 1867) e mais tarde de maestro na Turíngia.
Em 1870, Bruch estabeleceu-se em Berlim, onde retornou ao trabalho como professor de música. Em 1880, aos 42 anos casou-se com uma cantora, Clara Tuczek, de quem teve quatro filhos. Neste mesmo ano foi nomeado diretor da Orquestra Filarmônica de Liverpool, na Inglaterra, onde permaneceu por três anos. Em seguida dirigiu a Orquestra da cidade de Breslau (já na Alemanha), até que em 1891 se tornou diretor da Escola de Composição de Berlim. Nos anos seguintes, Bruch é reconhecido em repetidas ocasiões. Recebe o título de Doutor Honoris Causa pelas Universidades de Cambridge e Berlim. Em Berlim, ingressa na Academia de Belas Artes como diretor.
Nos dez últimos anos de sua vida Bruch renuncia a todas as suas funções e se dedica inteiramente à composição. Entre suas obras mais importantes estão os seus concertos para violino, entre os quais o "Concerto n.º 1 em Sol menor para Violino e o Orquestra", que continua tendo ainda hoje uma aceitação extraordinária, comparado com o também famoso concerto para o violino de Mendelssohn. Também são muito conhecidas hoje em dia sua "Fantasia Escocesa", para Violino e Orquestra, as "Danças Suecas" e suas "Variações sobre o Kol Nidrei", para o Violoncelo e Orquestra, baseadas em melodias litúrgicas judaicas.
O sucesso de Kol Nidrei levou a uma assunção generalizada de que Bruch era de origem judaica, embora isso fosse refutado pelo músico e não houvesse evidências a favor dessa hipótese. Mesmo assim, apesar das repetidas negações da origem judaica por parte da família remanescente, enquanto os nazis estiveram no poder (1933–1945), as performances da sua música eram raras porque era considerado como "provavelmente de origem judaica", por ter escrito música inspirada em temas judaicos. Por causa disso, a sua música foi largamente olvidada nos países de língua oficial alemã.
Bruch compôs muitas outras obras que foram populares em seu tempo, como suas três sinfonias, suas óperas (entre elas especialmente "Loreley") e seus Corais e Cantatas.

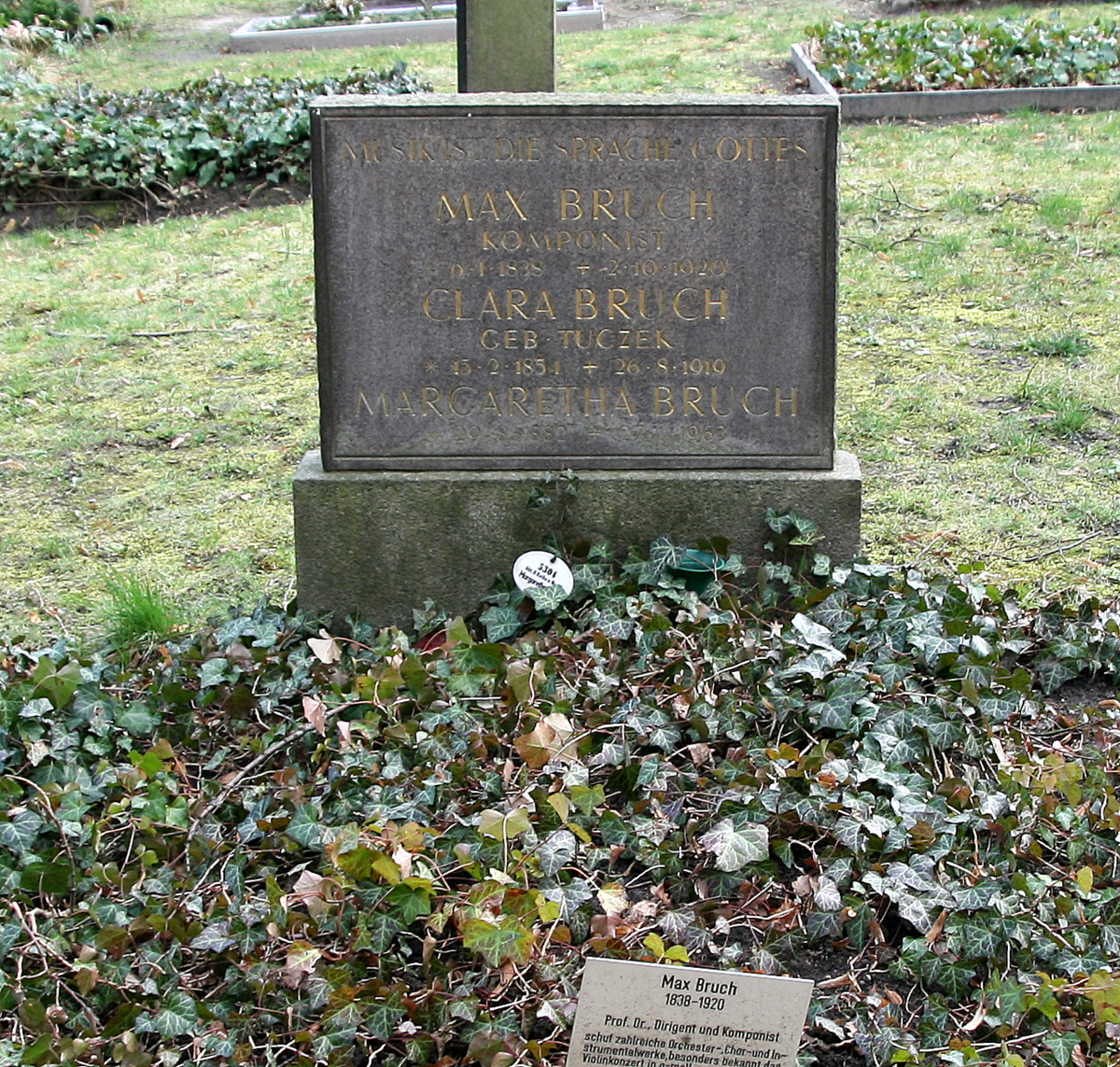
Sepultura de Bruch em Berlim

Max Bruch morreu em 1920, em Berlim, aos 82 anos de idade. Está sepultado no Alter St.-Matthäus-Kirchhof Berlin.